# 1853 års fattigvårdförordning
1853 års fattigvårdförordning var en svensk förordning om offentlig fattigvård i Sverige. 
Den kompletterade 1847 års fattigvårdförordning, som hade mött kraftig opposition eftersom den ansågs vara för liberal och ge hjälpbehövande fattighjon alltför stora rättigheter, men införde inga större förändringar till den. Förordningen skärpte reglerna kring fattighjonens arbetsplikt gentemot dem de blivit inhysta hos, samt införde vissa restriktioner: en person var nu tvungen att ha varit bosatt minst ett halvår i en socken för att få fattigvård därifrån. 
Förordningen ersattes av 1871 års fattigvårdförordning.